# Юско, Янош
Янош Юско (венг. Juszkó János; 9 июня 1939, Сегед — 2 мая 2018) — венгерский шоссейный велогонщик, выступавший за сборную Венгрии по велоспорту в 1960-х годах. Призёр многих гонок международного и национального значения, победитель этапа Велогонки Мира, участник летних Олимпийских игр в Токио. Также известен как тренер по велоспорту.

## Биография
Янош Юско родился 9 июня 1939 года в городе Сегед, Венгрия. Начинал заниматься велоспортом в одном из местных клубов, позже переехал на постоянное жительство в Будапешт, присоединившись к столичному велоклубу БВСК.
Дебютировал на международном уровне в сезоне 1962 года, впервые приняв участие в Велогонке Мира.
В 1964 году вошёл в основной состав венгерской национальной сборной и благодаря череде удачных выступлений удостоился права защищать честь страны на летних Олимпийских играх в Токио. Стартовал здесь в индивидуальной групповой гонке и в командной конке на время совместно с партнёрами по сборной Андрашом Месарошом, Ласло Махо и Ференцем Штамусом — показал в данных дисциплинах 24 и 12 результаты соответственно.
После токийской Олимпиады Юско остался в составе венгерской велокоманды и продолжил принимать участие в крупнейших международных заездах. В 1964 и 1965 годах дважды подряд признавался лучшим шоссейным велогонщиком Венгрии. В общей сложности принял участие в восьми Велогонках Мира, в том числе в 1966 году сумел одержать победу на одном из этапов. Победитель и призёр национальной многодневной гонки «Тур Венгрии» на отдельных этапах.
Завершил спортивную карьеру в 1973 году. Впоследствии работал школьным учителем физической культуры, проявил себя как тренер по велоспорту.
Умер 2 мая 2018 года в возрасте 78 лет.